# Hydata radiata
Hydata radiata là một loài bướm đêm trong họ Geometridae.